# داش‌باشی (آق‌دام)
داش‌باشی (به لاتین: Daşbaşı، به ارمنی: Քարագլուխ) یک منطقه مسکونی در جمهوری آذربایجان است که در شهرستان آق‌دام واقع شده است.